# Kirill Stanioukovitch
Kirill Petrovitch Stanioukovitch, né le 18 février 1916 et mort le 4 juin 1989 à Moscou est un physicien et astronome russe.

## Biographie
Au début des années 1930, alors qu'il était lycéen, Kirill Stanioukovitch s'intéresse à l'astronomie et rejoint la société des astronomes amateurs de Moscou. C'est là qu'il rencontre Leonid Koulik, célèbre pour ses expéditions consacrées à la l'événement de la Toungouska. Son premier article sur l'observation des Lyrides en 1930 est publié dans le bulletin du collectif des observateurs de l'observatoire astronomique de l'université de Moscou.
Entré au département de mécanique et de mathématiques de l'université d'État de Moscou il est contraint de trouver un emploi salarié après la mort de son père. Il étudie par correspondance tout en travaillant comme guide touristique lors d'une exposition d'astronomie au Parc Central de Culture et de loisirs Maxime Gorki à Moscou. Puis dirige le club d'astronomie du Palais des pionniers de Moscou et enseigne la physique, les mathématiques et l'astronomie dans un lycée. En 1938-1939 il se rend à Koursk et Belgorod pour donner des conférences aux étudiants par correspondance de l'université de Moscou.
En 1939 il est diplômé en astronomie de la faculté de mécanique et de mathématiques de l'université d'état Lomonossov de Moscou. Il est enrôlé dans l'Armée Rouge et sert dans une unité aérienne comme officier subalterne. En 1941 il est retiré du service actif pour raisons de santé et intègre l'institut central d'ingénierie de conception de l'armée comme lieutenant-ingénieur.
De 1942 à 1945 il travaille à l'institut Kourtchatov.
De février 1945 à septembre 1950, il est ingénieur, puis maître de conférences à l'académie d'artillerie militaire Mikhaïlovskaya (académie d'artillerie militaire F. E. Dzerjinski).
Parallèlement, de septembre 1947 à mai 1949, il travaille à l'institut de physico-chimie de l'académie des sciences de l'URSS en tant que chef de laboratoire et chercheur principal.
De septembre 1947 à octobre 1951, il est consultant en dynamique des gaz à l'institut central des moteurs d'aviation P. I. Baranov.
De décembre 1950 à novembre 1952, il est consultant à l'Institut pan-soviétique de recherche en génie chimique.
À partir du 14 mars 1952, professeur au département « munitions » à l'école technique supérieure de Moscou. De 1953 à 1956, directeur du département de « Mathématiques supérieures », de 1956 à 1961, de nouveau professeur au département « munitions ».
De novembre 1961 à septembre 1965, directeur du laboratoire de l'Institut pan-soviétique de recherche en électromécanique.
De septembre 1965 à avril 1967, directeur du département de l'Institut pan-soviétique de recherche en endoscopie.
Le 1er avril 1967, il est muté à l'institut de recherche pan-soviétique pour les mesures optiques et physiques du système étalon d'état de l'URSS : directeur adjoint, puis, à partir du 18 novembre 1969, chef du secteur de la gravité et chef du laboratoire.
Le 1er août 1970, il est muté au poste de chef du département de gravité de l'institut panrusse de recherche scientifique pour l'ingénierie physique et la métrologie radiotechnique (VNIIFTRI).
Le 1er avril 1976, il réintègre l'institut de recherche pan-soviétique pour les mesures optiques et physiques comme chef du département de méthodes de mécanique des milieux continus et de théorie des champs.
Le 30 juin 1982, il est muté au centre pan-soviétique de recherche pour l'étude des propriétés de surface et du vide comme chef de l'un des départements de recherche classifiée.
À partir d'avril 1989 il est spécialiste en chef du Centre interdisciplinaire scientifique et d'ingénierie pour les ressources naturelles.
Il est diplômé candidat ès sciences en 1944, docteur en sciences physiques et mathématiques en 1947 puis professeur d'université en 1952.
Il est connu pour ses travaux expérimentaux sur l'entrée atmosphérique des météoroïdes et sur ses travaux théoriques en hydrodynamique (avec Lev Landau). Il a développé un modèle hydrodynamique de la gravité qui a été abandonné.

## Ouvrages
- (en) M. Vasilyev et K. Stanyukovich, Matter and Man, University Press of the Pacific, 2000 (ISBN 0-89875-051-2, lire en ligne)
- (en) Kirill Petrovich Stanyukovich, Unsteady motion of continuous media, Kindle Edition
- (ru) Станюкович, Кирилл Петрович, V zaoblachnykh vysyakh, Dushanbe,‎ 1980
- (en) K. P. Stanyukovich, Unsteady Motion of Continuous Media, Elsevier, 2016 (ISBN 9781483226125)
- (en) P. A. Baum, K. P. Stanyukovich et B. I. Shecktor, Physics of an explosion, Fizmatoiz, 1959 (lire en ligne)

## Distinctions
- Ordre du Drapeau rouge du Travail (1954).
- Médaille des scientifiques et techniciens honorés de la RSFSR (1974).
- Prix d'État de l'URSS (1981).